# Курова, Дарья Александровна
Дарья Александровна Курова (род. 23 февраля 1921 года) — регулировщица Ленинградского производственно-технического объединения «Новатор» Министерства радиопромышленности СССР. Герой Социалистического Труда (1974).
Добилась высоких трудовых результатов. В 1973 году досрочно выполнила личные социалистические обязательства и плановые производственные задания. Указом Президиума Верховного Совета СССР (с грифом «не подлежит опубликованию») от 16 января 1974 года «за выдающиеся успехи в выполнении и перевыполнении планов 1973 года и принятых социалистических обязательств» удостоена звания Героя Социалистического Труда с вручением ордена Ленина и золотой медали Серп и Молот.
Член КПСС. Избиралась делегатом XXIII съезда КПСС.